# Čikito (jezična porodica)
Chiquitoan, porodica indijanskih jezika i plemena nastanjenih u zoni između Chaco Boreala u Boliviji i močvarnih šuma što se prostiru iz Amazonije. Ime chiquitoan dolazi po plemenu Chiquito ili Chiquitano, u značenju ' small '; ' malen '  ili ' djeca ' ' little ' one′s ', a razlog su bila veoma niska vrata na njihovim kućama, po čemu se zaključilo da su niskoga stasa. 
Porodica Chiquitoan sastoji se od 4 jezične grupe: Tao, Manasi (s podgrupom Manapeca iz kasnog 18. st.), Peñoqui i Piñoco. Chiquito Indijanci asimilirali su jezično i ostatke drugih plemena, napose Otuquean: Otuke, Kuruminaka, Kuravé, Koraveka, Tapiis, Korokaneka i plemena Samucos (porodica Zamucoan), Paikoneka, Saraveka,  Manacica i Paunaka. Danas porodica Chiquitoan broji između 40,000 i 60,000 duša. 
- Tao ili Yúnkarirsh se govorio u starim misijama San Rafael, Santa Ana, San Miguel, San Ignacio, Santo Corazón i Concepción. Plemena koja su govorila ovm jezikom bila su: 1. Chikitos vlastiti koji su sebe nazivali Nakinnonneïs ili Nakinionyeïs, 2. Chirivones (tupisko pleme Chiriguano), 3. Tao (pl. Taos), 4. Boros, 5. Tabyicas, 6. Tannopicas, 7. Hhuberesas, 8. Sumanucas, 9. Basorocas, 10. Puntagicas, 11. kibikibas, 12. Pekibas, 13. Boöcas, 14. Tubacicas, 15. Aruparecas, 16. Piococas.
- Piñoca se govorio u misijama San Xavier, San José i San José de Buenaventura. Plemena koja su govorila jezikom Pinnoco (Pinioco ?) su 17. Piococas, 18. kimecas, 19. Quapacas, 20. Kitagicas, 21. Pogisocas, 22. Motakicas, 23. Semukicas, 24. Taumocas.
- Manasi u misijama San Francisco Xavier i Concepción. Njime su govorila plemena: 25. Manacicas (Manasi), 26. Sibacas, 27. Cucicas, 28. Kimomecas, 29. Tapucuracas, 30. Yuracarecas (Yuracare), 31. Yiritucas.[1]
- Penoqui u misiji San José.
- Kusikia, sjeverno od Penoqui.
- Churapa na río Piray

## Vanjske poveznice
- Ethnologue (14th)
- Ethnologue (15th)

Ethnologue (16th)
- Alain Fabre  Arhivirana inačica izvorne stranice od 28. studenoga 2008. (Wayback Machine)